# Nemzeti ifjúsági nap

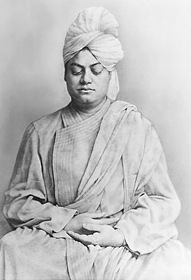
Szvámi Vivékánanda 1896-ban

A nemzeti ifjúsági nap 1985 óta ünnep Indiában. Szvámi Vivékánanda (1863 – 1902) hindu szerzetes születésének évfordulóján, január 12-én ünneplik. Az eseményt megünneplik az iskolákban és felsőoktatási intézményekben. A szokásos rendezvények között szerepelnek beszédek Vivékánanda életéről és munkásságáról, felvonulások, verses-zenés műsorok és sportesemények.